# Рожнятів (Польща)
Рожнятів (пол. Rożniatów) — село на Закерзонні в Польщі, у гміні Заріччя Переворського повіту Підкарпатського воєводства.
Населення — 662 особи (2011).

## Географія
Село розташоване на відстані 2 кілометри на південний захід від центру гміни села Заріччя, 10 кілометрів на південь від центру повіту міста Переворськ і 39 кілометрів на схід від центру воєводства — міста Ряшіва.

## Історія
За податковим реєстром 1515 р. в селі були 6 ланів (коло 150 га) оброблюваної землі, корчма.
За податковим реєстром 1589 р. село належало Станіславу Диденському, в селі були 5 ланів (коло 125 га) оброблюваної землі, 8 загородників із землею, 5 коморників без тяглової худоби і піп (отже, вже тоді в селі була церква). До 1772 року Полнятичі входили до складу Перемишльської землі Руського воєводства Королівства Польського.
В 1772 році внаслідок першого поділу Польщі село відійшло до імперії Габсбургів і ввійшло до складу австрійської провінції Галичина.
Відповідно до «Географічного словника Королівства Польського» в 1880 р. Рожнятів знаходився у Ярославському повіті Королівства Галичини і Володимирії, було 92 будинки (4 на землях фільварку графа Володимира Дідушицького) і 521 мешканець, з них 199 греко-католиків, 309 римо-католиків і 13 юдеїв, була дерев’яна церква св. Михайла. На той час унаслідок півтисячоліття латинізації та полонізації українці лівобережного Надсяння опинилися в меншості.
У міжвоєнний період село входило до ґміни Розьвениця Ярославського повіту Львівського воєводства. На 1.01.1939 в селі проживало 940 мешканців, з них 10 україномовних українців-грекокатоликів, 290 польськомовних українців-грекокатоликів, 625 поляків і 15 євреїв.
16 серпня 1945 року Москва підписала й опублікувала офіційно договір з Польщею про встановлення лінії Керзона українсько-польським кордоном. Українці не могли протистояти антиукраїнському терору після Другої світової війни. Частину добровільно-примусово виселили в СРСР (174 особи — 46 родин). Решта українців попала в 1947 році під етнічну чистку під час проведення Операції «Вісла» і була депортована на понімецькі землі у західній та північній частині польської держави, що до 1945 належали Німеччині.
У 1975-1998 роках село належало до Перемишльського воєводства.

## Демографія
Демографічна структура станом на 31 березня 2011 року:
|          | Загалом | Допрацездатний вік | Працездатний вік | Постпрацездатний вік |
| -------- | ------- | ------------------ | ---------------- | -------------------- |
| Чоловіки | 345     | 86                 | 215              | 44                   |
| Жінки    | 317     | 60                 | 176              | 81                   |
| Разом    | 662     | 146                | 391              | 125                  |

## Церква
Церква в селі вже була в 1589 р.
До виселення українців у селі була дерев’яна філіяльна греко-католицька церква св. Михаїла, збудована в 1864 році. Належала до парафії Полнятичі Порохницького деканату Перемишльської єпархії.